# Souveraineté-association
La souveraineté-association est un projet politique au Québec de faire la souveraineté du Québec tout en maintenant une association, surtout économique, avec le Canada. Il s'agit d'une variante du souverainisme québécois. Ce projet a été popularisé au départ par le Mouvement Souveraineté-Association fondé par René Lévesque en 1967. Il a par la suite été repris par le Parti québécois et le gouvernement René Lévesque dans les années 1970
Ce projet a été proposé par le Parti québécois lors du référendum de 1980, mais a été rejeté par 60 % des Québécois.
Le Parti québécois abandonne le projet de souveraineté-association en 1985.
D'autres partis ou groupes politiques ont aussi à quelques reprises, prôné la souveraineté-association à différents moments dans l'histoire du Québec. Le référendum de 1995 sur la souveraineté du Québec proposait une forme d'association économique avec le reste du Canada.